# Coventry & Warwick Riga
Coventry & Warwick Riga – angielski klub siatkarski z Coventry. 

## Bilans sezonów
| Sezon     | Rozgrywki ligowe     | Rozgrywki ligowe | Puchar Anglii |
| Sezon     | Poziom               | Miejsce          | Puchar Anglii |
| --------- | -------------------- | ---------------- | ------------- |
| 2005/2006 | Division 1           | 6. miejsce       | półfinał      |
| 2006/2007 | Division 1           | 6. miejsce       | ćwierćfinał   |
| 2007/2008 | Division 1           | 3. miejsce       | ćwierćfinał   |
| 2008/2009 | Division 1           | 2. miejsce       | ćwierćfinał   |
| 2009/2010 | Division 1           | 5. miejsce       | półfinał      |
| 2010/2011 | Super 8s             | 6. miejsce       | 2. runda      |
| 2011/2012 | Super 8s             | 6. miejsce       | ćwierćfinał   |
| 2012/2013 | Super 8s             | 5. miejsce       | półfinał      |
| 2013/2014 | Super 8s             | 8. miejsce       | ćwierćfinał   |
| 2014/2015 | Division 1           | 6. miejsce       | 3. runda      |
| 2015/2016 | Division 1           | 9. miejsce       | 3. runda      |
| 2016/2017 | Division 2 (North)   | 8. miejsce       | 3. runda      |
| 2017/2018 | Division 2 (North)   | 9. miejsce       | 1. runda      |
| 2018/2019 | Division 3 (Central) | 4. miejsce       | 1. runda      |
| 2019/2020 | Division 2 (North)   | 1. miejsce       | 2. runda      |
| 2021/2022 | Division 2 (South)   | 1. miejsce       | 3. runda      |
| 2022/2023 | Division 1           | 6. miejsce       | 2. runda      |
| 2023/2024 | Division 1           | 8. miejsce       | 1. runda      |

Poziom rozgrywek:
     pierwszy poziom
     drugi poziom
     trzeci poziom
     czwarty poziom

## Sukcesy
- Mistrzostwa Anglii:
  -  2. miejsce: 2009
  -  3. miejsce: 2008

## Kadra
Sezon 2017/2018
- Trener:  Tamara Tempera

| Nr | Imię i nazwisko  | Data ur. | Wzrost | Pozycja     |
| -- | ---------------- | -------- | ------ | ----------- |
| 2  | Rowan Hayes      |          |        | środkowy    |
| 3  | Pavol Jozef      |          |        | przyjmujący |
| 5  | Edvin Dudinskij  |          |        | atakujący   |
| 7  | Tom Young        |          |        | przyjmujący |
| 9  | Paul Baudrilland |          |        | środkowy    |
| 6  | Chris Jones      |          |        | uniwersalny |
| 10 | Robert Klimek    |          |        | przyjmujący |
| 11 | Matt Johnson     |          |        | przyjmujący |
| 13 | Qiao Qingquan    |          |        | libero      |
| 14 | Miguel Tomico    |          |        | libero      |